# 유충세
유충세(劉充世, ? ~ 기원전 55년)는 전한 후기의 제후로, 하간헌왕의 현손이다.

## 행적
오봉 원년(기원전 57년), 누후(蔞侯)에 봉해졌다.
누안후 3년(기원전 55년)에 죽으니 시호를 안이라 하였고, 작위는 아들 유유가 이었다.

## 출전
- 반고, 《한서》 권15상 왕자후표 上

| 선대 아버지 누원후 유익수 | 전한의 누후 기원전 57년 ~ 기원전 55년 | 후대 아들 유유 |